# William H. Hunt
Pour les articles homonymes, voir William Henry Hunt et Hunt.
William Henry Hunt, né le 12 juin 1823 à Charleston (Caroline du Sud, États-Unis) et mort le 27 février 1884 à Saint-Pétersbourg (Russie), est un homme politique et diplomate américain. Membre du Parti républicain, il est secrétaire à la Marine entre 1881 et 1882 dans l'administration du président James A. Garfield puis dans celle de son successeur Chester A. Arthur et ambassadeur des États-Unis en Russie entre 1882 et 1884.

## Sources
- (en) Cet article est partiellement ou en totalité issu de l’article de Wikipédia en anglais intitulé « William H. Hunt » (voir la liste des auteurs).